# Número dodecagonal
Un número dodecagonal es un número figurado que representa un dodecágono, o lo que es lo mismo, es un número entero de elementos con los que es posible formar exactamente una sucesión de dodecágonos que se construyen a base de irse rodeando unos a otros, con la condición de que cada lado de los sucesivos polígonos tiene un elemento más cada vez.

## Números dodecagonales tangentes

Números dodecagonales tangentes

Cuando los sucesivos dodecágonos son tangentes entre sí (es decir, todos ellos tienen una esquina en común), el número dodecagonal para un n dado viene dado por la fórmula:
{\displaystyle 5n^{2}-4n;n>0}
Los primeros números dodecagonales (tangentes) son:
1, 12, 33, 64, 105, 156, 217, 288, 369, 460, 561, 672, 793, 924, 1065, 1216, 1377, 1548, 1729, 1920, 2121, 2332, 2553, 2784, 3025 , 3276, 3537, 3808, 4089, 4380, 4681, 4992, 5313, 5644, 5985, 6336, 6697, 7068, 7449, 7840, 8241, 8652, 9073, 9504, 9945 ... (sucesión A051624 en OEIS)
El número dodecagonal para un n dado también se puede calcular sumando el cuadrado de n a cuatro veces el (n - 1)-ésimo número prónico, o para expresarlo algebraicamente, {\displaystyle D_{n}=n^{2}+4(n^{2}-n)}.
Los números dodecagonales alternan constantemente su paridad, y en base 10, los dígitos de las unidades de los distintos números siguen el patrón 1, 2, 3, 4, 5, 6, 7, 8, 9, 0.
Por el teorema del número poligonal de Fermat, cualquier número es la suma de como máximo 12 números dodecagonales.

## Números dodecagonales centrados

Números dodecagonales centrados

Cuando cada sucesivo dodecágono rodea por completo al dodecágono anterior (sin ningún vértice en común), el número dodecagonal para un n dado viene dado por la fórmula:
{\displaystyle 6n(n-1)+1;n>0}
Los primeros números dodecagonales (centrados) son:
1, 13, 37, 73, 121, 181, 253, 337, 433, 541, 661 ... (sucesión A003154 en OEIS)